# RDI Halcyon Laserdisc System
Halcyon (читается Халсиён, полное название RDI Halcyon Laserdisc System) — домашняя игровая система, разработанная RDI Video Systems. Предполагалось, что система будет выпущена в январе 1985 года. Начальная розничная цена должна была составить $2500, что по меркам того времени было очень дорого. Было выпущено всего несколько прототипов для демонстрации её возможностей, готовая система так и не поступила в продажу из-за отсутствия доступных проигрывателей лазерных дисков. В дальнейшем финансирование со стороны инвесторов было прекращено.
Игровая система базировалась на микропроцессоре Z80 и использовала в качестве носителя лазердиски, отчего её размер был сравним с видеомагнитофоном. Разработчики утверждали, что система будет иметь искусственный интеллект подобно HAL 9000 из фильма «Космическая одиссея 2001 года».
Для игровой системы было запланировано шесть игр, из которых было выпущено всего две: Thayer’s Quest и NFL Football.

## История
Рик Дайер (основатель компании RDI Video Systems), будучи фанатом Colossal Cave Adventure, мечтал выпустить игру, в которой каждая сцена была бы наполнена графическими элементами.
Первый прототип игровой консоли был обыкновенным ленточным калькулятором. Управляемый микропроцессором, он подавал бумажную ленту, на которой уже был напечатан текст и рисунки. Позже данную конструкцию модернизировали, внедрив в неё проектор, который выводил изображение синхронно со звуковой записью, воспроизводимой с ленточной кассеты. С появлением видеодисков звук, текст и графические элементы можно было считывать с одного носителя, что было использовано в The Fantasy Machine, однако этот проект провалился.
Стало понятно, что невозможно удержаться в игровой индустрии, используя статичные изображения и записи рассказчика на заднем плане. Это положило началу анимированных игр. Первый проект назывался The Secrets of the Lost Woods, который впоследствии стал частью Dragon’s Lair. Именно игры Dragon’s Lair и Space Ace, которые создавались при поддержке RDI Video Systems, позволили компании добиться успеха в продвижении своей продукции и в дальнейшем развивать технологию для рынка домашних развлечений.
Первоначальный дизайн будущей игровой системы Halcyon строился на базе аналогового проигрывателя видеодисков Capacitance Electronic Disc, разработанного RCA. Производство этих проигрывателей было прекращено до начала сборки тестовых вариантов приставки, в связи с чем пришлось изменить дизайн под использование лазердисков. Новая конструкция обладала несколькими большими недостатками: большая стоимость, небольшая ёмкость носителя при его больших размерах, ограниченность системы распознавания и синтеза речи. Потребитель был просто не готов покупать такую дорогую игровую систему, в результате чего RDI Video Systems потеряла своих инвесторов, погрязла в долгах, а затем и вовсе обанкротилась. За это время было выпущено несколько прототипов, которые использовались компанией для наладки и презентаций.
По иронии судьбы, Dragon’s Lair так и не стала дебютной игрой для Halcyon. Тем не менее, некоторые части The Secrets of the Lost Woods всё же были использованы в Thayer’s Quest.

## Технические особенности
Игровая консоль состояла из двух независимых компонент: проигрывателя лазердисков и непосредственно игровой системы со своей архитектурой. С игровой консолью в комплекте также шли головная гарнитура и мембранная клавиатура.
Система Halcyon базировалась на микропроцессоре Z80, а её 64 килобайт памяти были разделены на ROM и RAM. Система включала в себя отдельную подсистему распознавания речи, с помощью которой можно было давать команды голосом. Прошивка этой подсистемы была закрытой. К данной подсистеме подключалась энергонезависимая память и тренажёр для настройки распознавания.
Изначально в систему входил специальный контроллер для Capacitance Electronic Disc проигрывателей, который позднее был заменен контроллером для проигрывателя лазердисков. В качестве проигрывателя использовался Pioneer LD-700. Также подразумевалась возможность подключения проигрывателей VP1000/PR8210, Magnavox VC8040 или Sylvania VP7200, однако при этом от пользователя требовалась ручная установка инфракрасных излучателей.
Сама игра хранилась на ROM картридже объемом 16 килобайт. На картридж записывалась игра, секции, позволяющие координировать поток, и словарь игры, включая фразы для синтеза речи и фразы для распознавания. Видеоряд хранился на лазердиске.
Записывая слова «Yes» и «No», Halcyon настраивала систему распознавания голоса. В память предварительно было записано 4 образца данных слов (по два для мужского и женского голоса), что давало высокую вероятность подстроиться системе под уникальное значение высоты и тембра человека, говорившего по-английски. Настройка занимала несколько секунд и производилась через гарнитуру, микрофон которой оснащался шумопоглотителями. Записанные фразы сравнивались с образцами и вычислялась вероятность соответствия распознанного действительному. Для того чтобы запомнить голосовые команды, Halcyon «пересправшивала» пользователя. Зачастую система делала ошибки в распознавании, особенно когда произношение резко отличалось от уже записанных образцов.
Halcyon имела собственный голос, но из-за ограничения в памяти синтезатор речи нельзя было перенастроить. Синтез речи осуществлялся через алгоритмы операционной системы Halcyon с помощью чипа компании Votrax. По сути происходило конвертирование заранее записанных фраз в виде текста в звуки с предоставленными заранее правилами произношения в той или иной ситуации. Однако данное техническое решение не спасало от некоторых проблем с произношением для отдельных игр, и в таких случаях произношение  могло быть исправлено пользователем вручную с помощью клавиатуры. Для правильного произношения имён собственных использовался специальный английский словарь.
Управлять игрой можно было с помощью клавиатуры или голосовыми командами. Перед началом игрок должен был выучить все игровые команды, которые из-за ограничения в памяти были короткими, а их количество было минимально. Игровой процесс напоминал просмотр фильма, в котором игрок мог менять сюжет, принимая решения в определённые моменты времени.
Разработчики также планировали внедрить возможность управления бытовыми приборами, подключенными к игровой системе, которая напоминала технологию умного дома.